# Stazione di Castiglione di Sicilia
La stazione di Castiglione di Sicilia era una fermata ferroviaria posta al km 22+137 della Ferrovia Alcantara-Randazzo.

## Storia
La stazione venne aperta al servizio pubblico contestualmente alla linea nel 1959. Nonostante fosse stata costruita atta ad incroci e precedenze fu presenziata sin dall'inizio da apposito agente di custodia con funzioni limitate alla eventuale vendita di biglietti e manovra dei passaggi a livello ma non attivata ai fini del movimento treni. Dalla metà degli anni novanta la stazione divenne del tutto impresenziata e i passaggi a livello automatizzati. Chiusa definitivamente nel 2002 fu soppressa con il DM 389 con cui veniva autorizzata la dismissione definitiva della linea e delle sue infrastrutture.

## Strutture e impianti

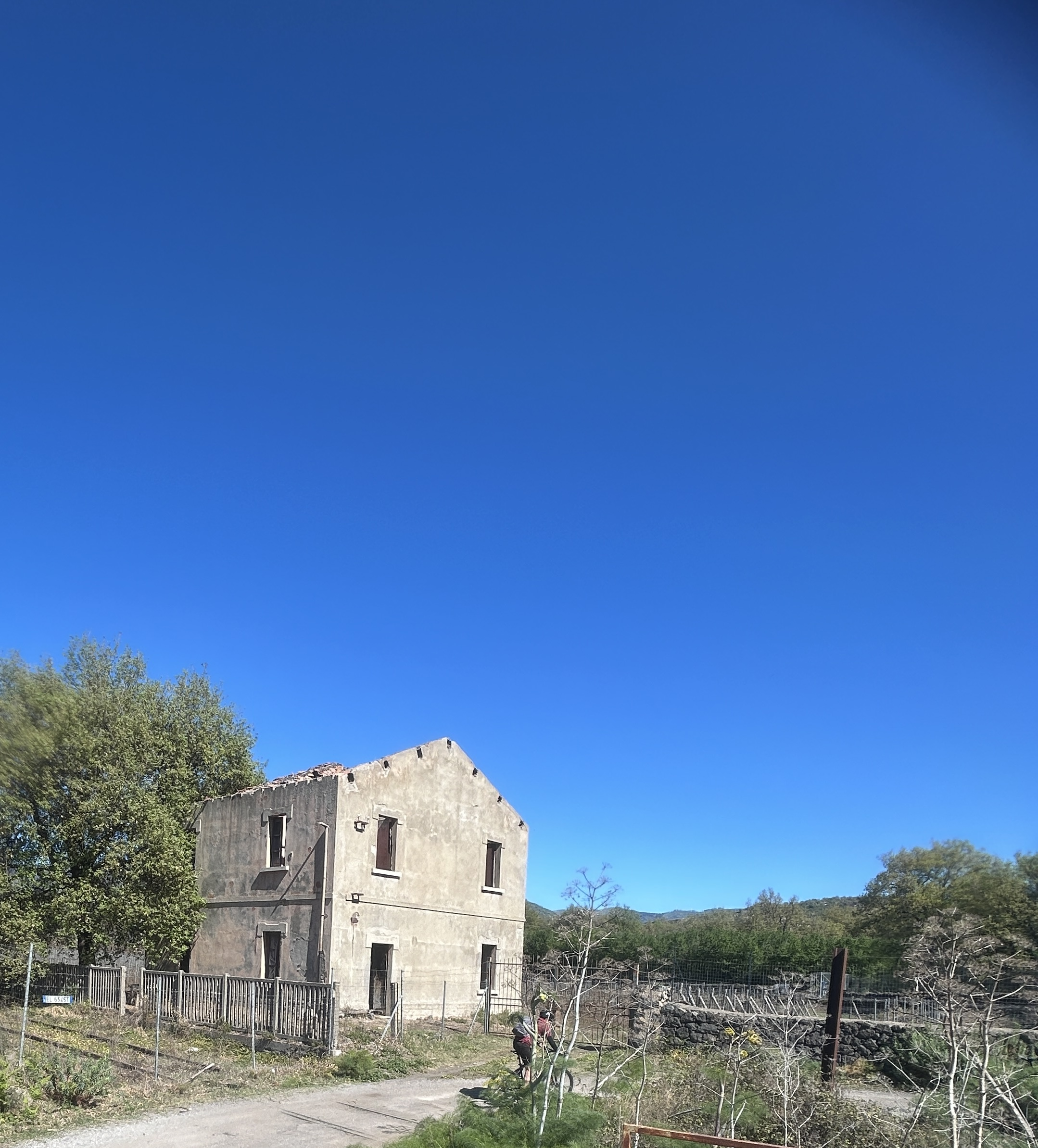
Il casello adiacente la vecchia stazione di Castiglione di Sicilia, ubicato al km 22+277 (distante 240 metri da quest'ultima), in corrispondenza di un passaggio a livello.

La stazione era costituita di un ampio piazzale fornito di marciapiedi sul primo e sul secondo binario, un fabbricato viaggiatori a due elevazioni e servizi adiacenti.
La stazione aveva un ampio fascio merci munito di piano caricatore, ponte a bilico da 40 t e sagoma limite.

## Movimento
Nella stazione avevano fermata tutti i treni di automotrici provenienti da Taormina-Giardini per Randazzo e viceversa; ma la sua lontananza dal centro abitato di Castiglione, già servito dalla Ferrovia Circumetnea, ne limitò sin dall'inizio l'utilità.